# علاءالدین کیقباد

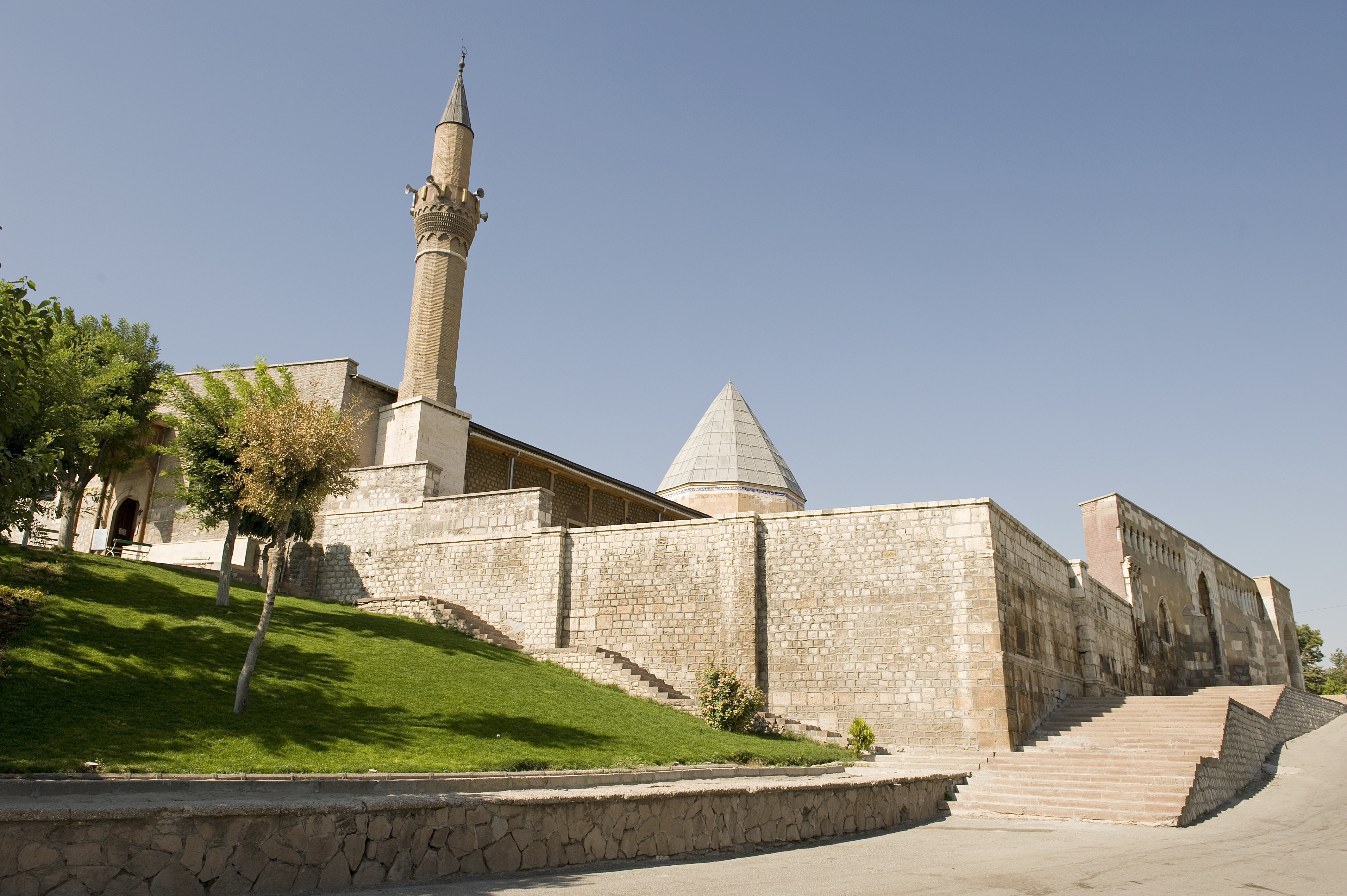
مسجد علاءالدین کیقباد، قونیه

علاء الدین کیقباد (یکم) بن کیکاوس یازدهمین سلطان از سلجوقیان روم بود . بعد از مرگ سلطان کیخسرو یکم، علاءالدین کیقباد با برادرش کیکاووس یکم برای به دست آوردن تاج و تخت با هم وارد جنگ شدند که علاءالدین شکست خورد و اسیر شد و به زندان انداخته شد. وی بین سال‌های ۱۲۲۰–۱۲۳۷ حکومت کرد. وی فرزند کیخسرو یکم بود. در زمان حکومت وی وسعت قلمروی سلاطین روم گسترش یافت
علاءالدین کیقباد یکم (۶۳۴–۶۱۶ ه ق) پادشاه سلجوقیان روم و ملوک شام بود. الملک الاشرف بعد از سقوط اخلاط با علاءالدین کیقباد یکم و امرای ایوبی حلب و موصل و الجزیره بر ضد جلال‌الدین خوارزمشاه طرح اتحادی قوی ریخت و به دعوت علاءالدین کیقباد، پادشاه مصر الملک الکامل برادر الملک الاشرف نیز در این اتحاد وارد شد. علاءالدین کیقباد توانست در جنگی چهار روزه در محلی به نام یاسی چمن از نواحی ارزنجان و در ۲۸ رمضان سال ۶۲۷ شکستی سخت بر سپاهیان خوارزمشاه و برادرش رکن‌الدین غورسانچی وارد کند. بعد از شکست یافتن جلال الدین لشکریان علاء الدین ارزروم را مسخر کردند و سپاهیان الملک الاشرف نیز به شهر اخلاط وارد شدند و چون الملک الاشرف بیم حملهٔ مجدد جلال‌الدین را داشت از جلال‌الدین که در این هنگام در آذربایجان بود تقاضای صلح کرد و او نیز چون خبر رسیدن سپاه مغول به آذربایجان را شنید با اکراه صلح را پذیرفت و قرار شد این سه تن هر کدام هر چه اراضی در دست دارند مالک باشند و بعدها معترض یکدیگر نشوند.سلطان علاءالدین کیقباد در سال ۱۲۳۷ با توطئه وزیرش سعادت الدین کوپک و همسرش محبره خاتون با خوردن سم به قتل رسید.